# Borch-Johnsennuten
Borch-Johnsennuten är en bergstopp i Antarktis. Den ligger i Östantarktis. Norge gör anspråk på området. Toppen på Borch-Johnsennuten är 1 940 meter över havet, eller 126 meter över den omgivande terrängen. Bredden vid basen är 1,3 km.
Terrängen runt Borch-Johnsennuten är kuperad åt sydost, men åt nordväst är den platt. Trakten är obefolkad. Det finns inga samhällen i närheten. 